# Westminster Cathedral
Westminster Cathedral i London, England, tillhör romersk-katolska kyrkan och är säte för ärkebiskopen av Westminster. Den började byggas 1895 med John Francis Bentley som arkitekt. Katedralen användes första gången år 1903, strax efter Bentleys död, även om den formellt sett inte var invigd.
Tomten som kyrkan byggdes på hade tidigare inhyst ett fängelse. Den köptes år 1884 för pengar som kardinal Manning hade bidragit till att samla in. En av de första gudstjänsterna var ett requiem för ärkebiskopen kardinal Herbert Vaughan som avled den 19 juni 1903. Av ekonomiska skäl hade inredningen av kyrkan knappt påbörjats då. Enligt den katolska kyrkans regler på den tiden kunde en kyrka inte  invigas förrän den var skuldfri. Invigningsceremonin hölls den 28 juni 1910, även om interiören aldrig blev färdig.

## Bildgalleri

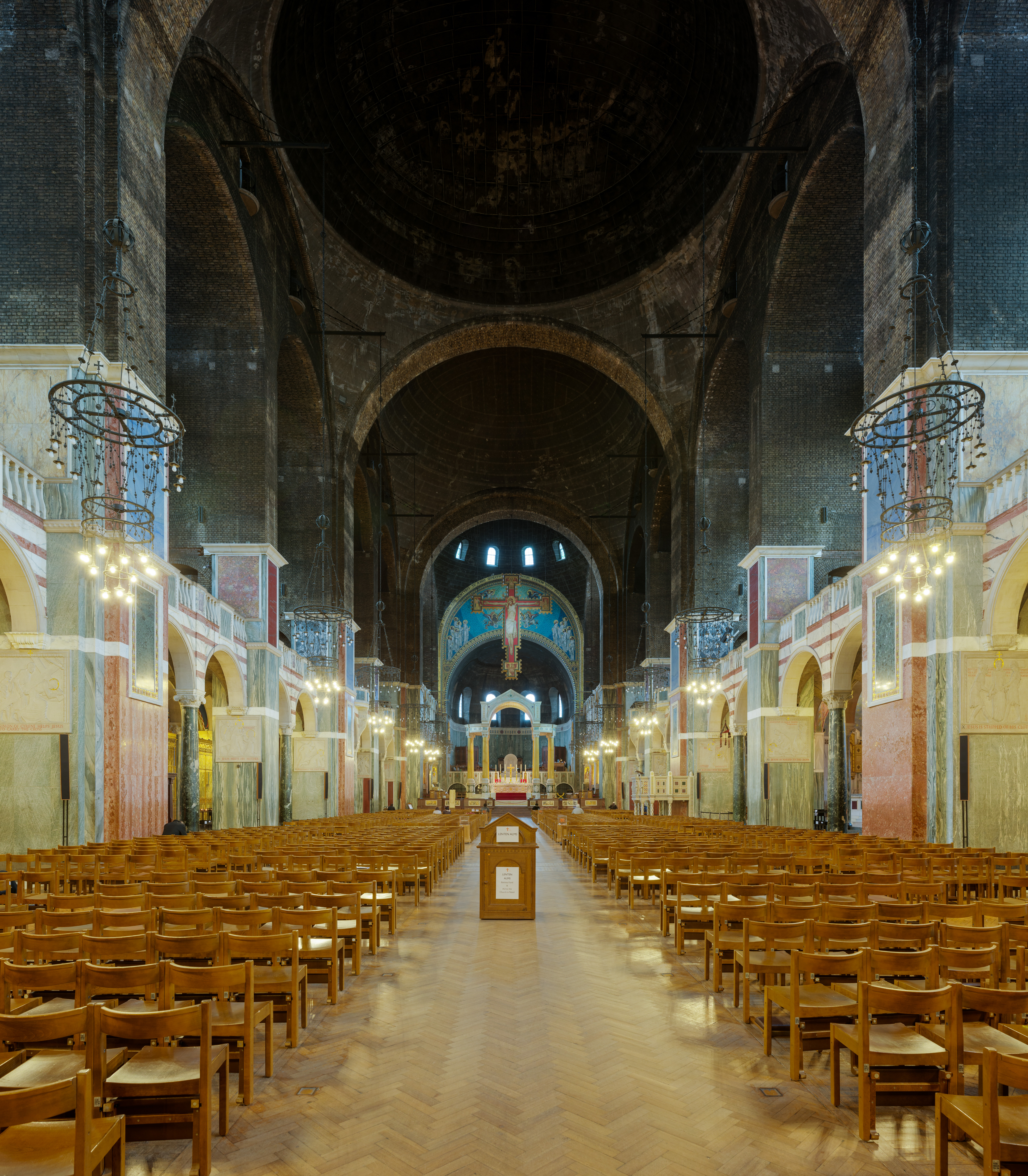
Interiör
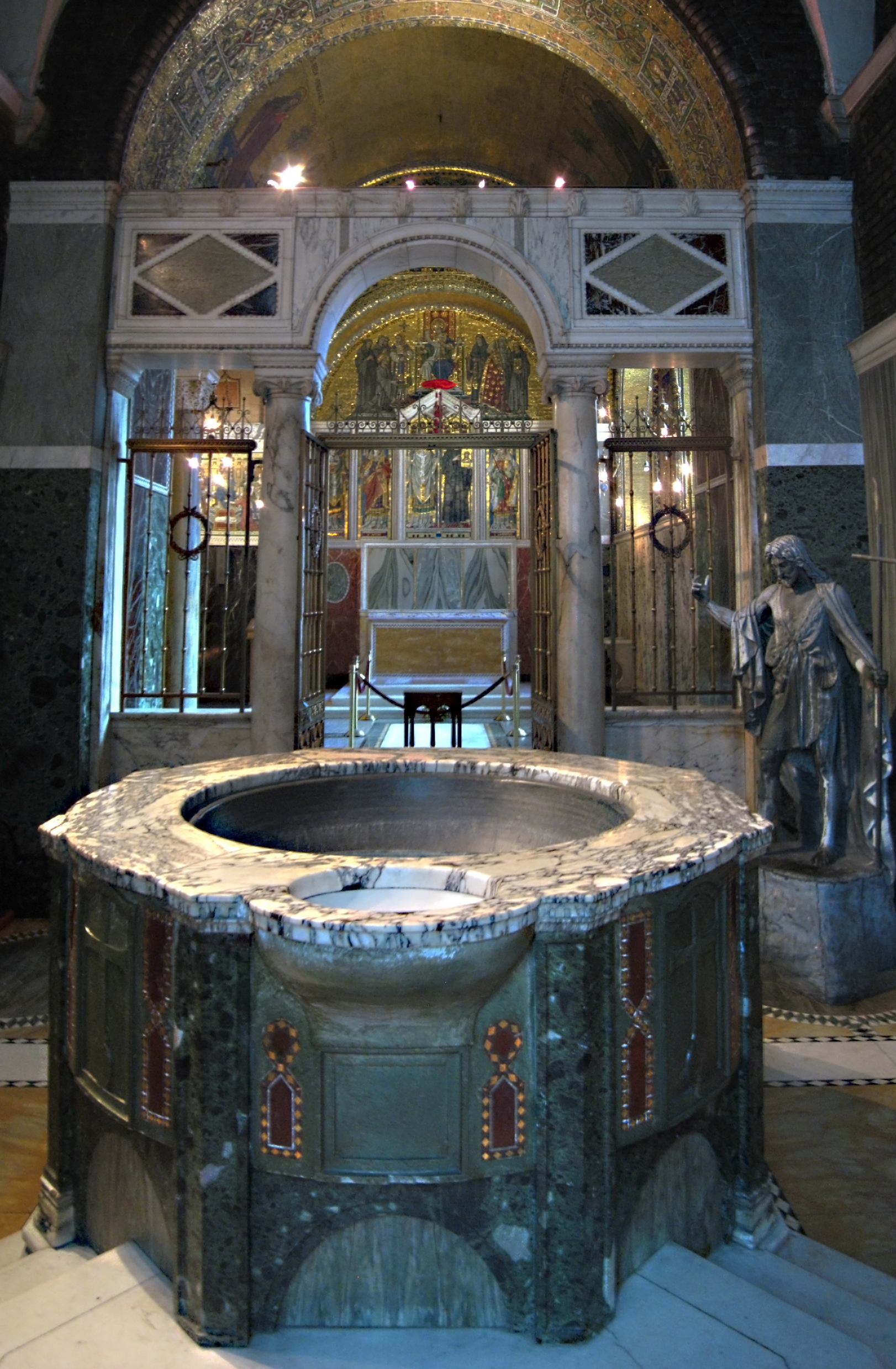
Dopfunt
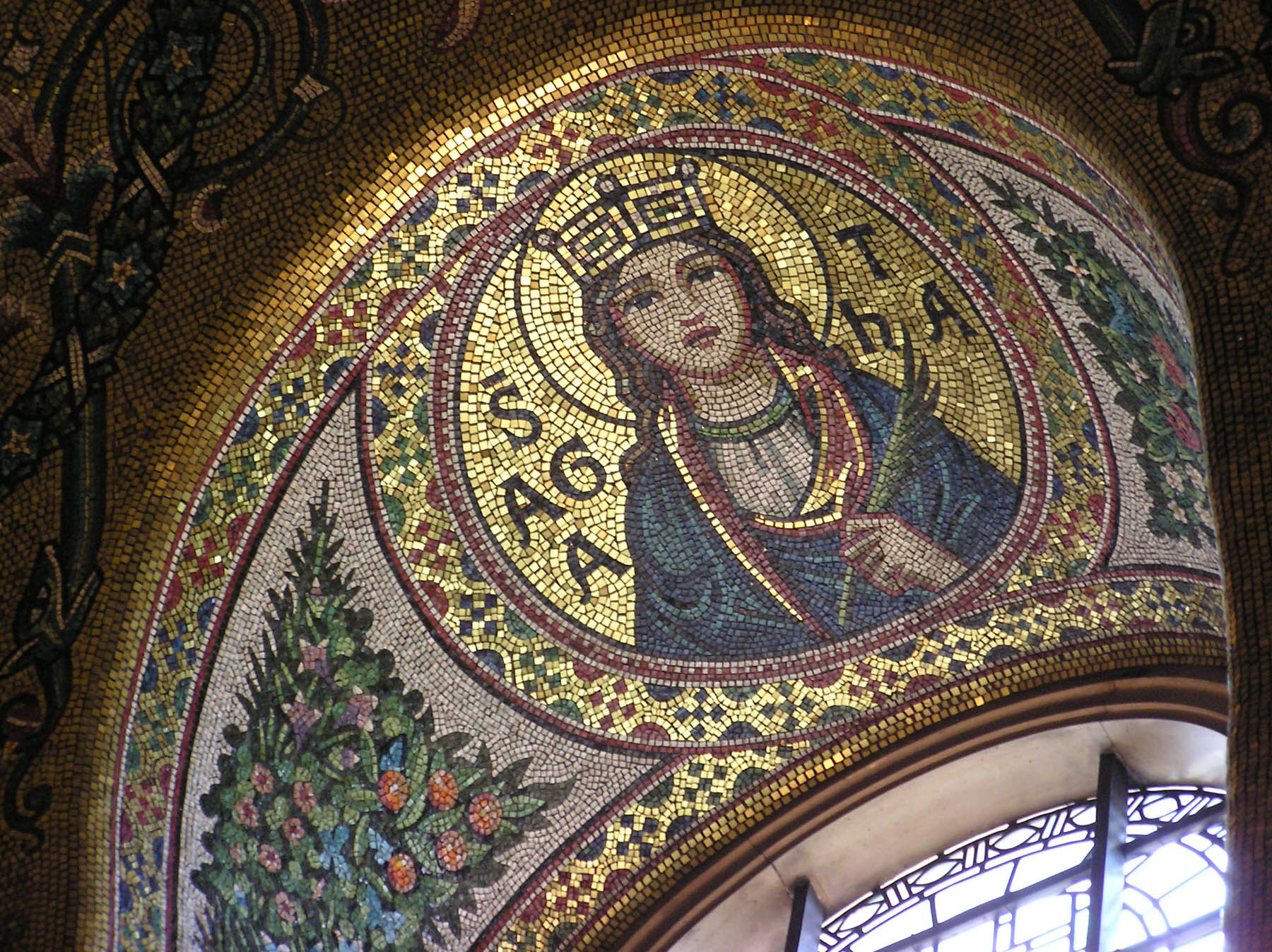
Neo-bysantinsk mosaik
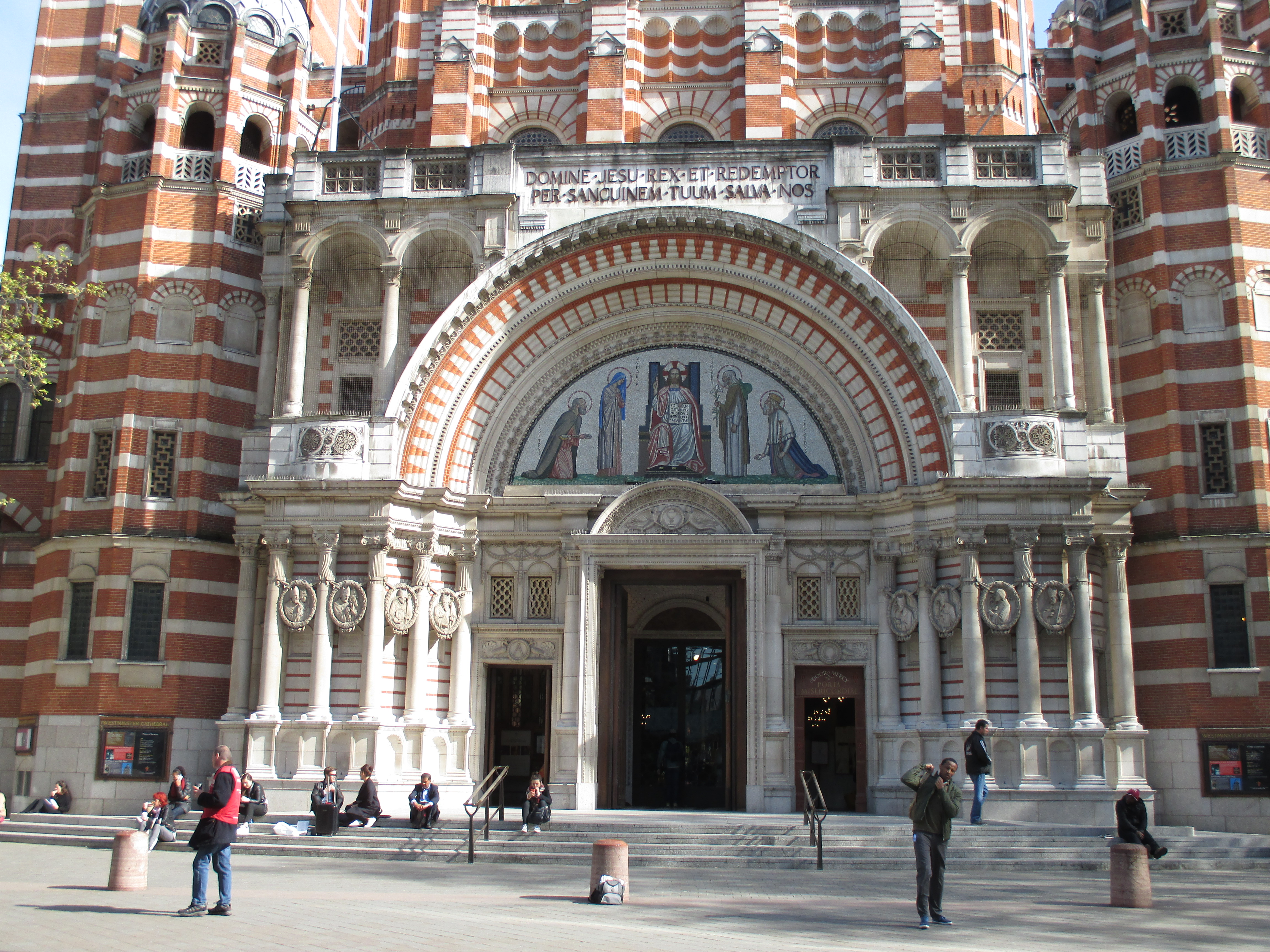
Ingången